# 多叶鹅掌柴
多叶鹅掌柴（学名：Schefflera metcalfiana）是五加科鹅掌柴属的植物，为中国的特有植物。分布在中国大陆的广西等地，见于密林下，目前尚未由人工引种栽培。